# Comuna Zorleni, Vaslui
Zorleni este o comună în județul Vaslui, Moldova, România, formată din satele Dealu Mare, Popeni, Simila și Zorleni (reședința). Se află pe DE (drumul european) 581, care face legătura între municipiile Vaslui și Bârlad. Prima atestare documentară a satului datează din 28 martie 1594 însă, pe suprafața comunei, s-au descoperit unelte folosite în paleoliticului superior.

## Geografie
Comuna Zorleni este așezată în subunitatea geografică Colinele Tutovei, parte a Podișului Central Moldovenesc. Se învecinează la nord cu comuna Banca, cu municipiul Bârlad și comuna Grivița la sud, comunele Epureni și Șuletea la est iar la vest cu comunele Băcani și Perieni. Comuna este situată pe DE 581 care face legătura între municipiile Vaslui și Bârlad, și pe DJ 24 A dintre Bârlad și Murgeni.
Altitudinile medii sunt cuprinse între 100-250 metri, dealurile sunt mărginite de numeroși versanți cu caracter de creste iar solurile sunt în general din clasa cernoziomurilor levigate dar la altitudini mai mari se găsesc mai ales soluri cenușii de pădure. Vegetația este formată în special din pajiști stepice de silvo-stepă în care predomină festuca, stipa și astemisia dar și din păduri de foioase (stejar, frasin și salcâm).
Climatul are un caracter temperat-continental de nuanță mai excesivă, temperaturile mediii anuale fiind cuprinse între 9 și 10 C. Vânturile bat în general din nord (30,9%), sud (13,5%) și sud-vest (10,1%). Cel mai important curs de apă care traversează comuna este râul Bârlad, afluent al Siretului.

## Demografie
Componența etnică a comunei Zorleni
     Români (90,5%)
     Romi (1,47%)
     Alte etnii (8,03%)
Componența confesională a comunei Zorleni
     Ortodocși (89,5%)
     Penticostali (1,32%)
     Alte religii (0,97%)
     Necunoscută (8,21%)
Conform recensământului efectuat în 2021, populația comunei Zorleni se ridică la 8.804 locuitori, în creștere față de recensământul anterior din 2011, când fuseseră înregistrați 8.595 de locuitori. Majoritatea locuitorilor sunt români (90,5%), cu o minoritate de romi (1,47%). Din punct de vedere confesional, majoritatea locuitorilor sunt ortodocși (89,5%), cu o minoritate de penticostali (1,32%), iar pentru 8,21% nu se cunoaște apartenența confesională.

## Politică și administrație
Comuna Zorleni este administrată de un primar și un consiliu local compus din 15 consilieri. Primarul, Paula-Denisane Hultoană[*], de la Partidul Social Democrat, este în funcție din 2008. Începând cu alegerile locale din 2024, consiliul local are următoarea componență pe partide politice:
|  | Partid                          | Consilieri | Componența Consiliului | Componența Consiliului | Componența Consiliului | Componența Consiliului | Componența Consiliului | Componența Consiliului | Componența Consiliului | Componența Consiliului | Componența Consiliului | Componența Consiliului | Componența Consiliului |
|  | ------------------------------- | ---------- | ---------------------- | ---------------------- | ---------------------- | ---------------------- | ---------------------- | ---------------------- | ---------------------- | ---------------------- | ---------------------- | ---------------------- | ---------------------- |
|  | Partidul Social Democrat        | 11         |                        |                        |                        |                        |                        |                        |                        |                        |                        |                        |                        |
|  | Alianța Dreapta Unită           | 2          |                        |                        |                        |                        |                        |                        |                        |                        |                        |                        |                        |
|  | Partidul Național Liberal       | 1          |                        |                        |                        |                        |                        |                        |                        |                        |                        |                        |                        |
|  | Alianța pentru Unirea Românilor | 1          |                        |                        |                        |                        |                        |                        |                        |                        |                        |                        |                        |

## Istoric
Cercetările arheologice au descoperit urme de locuire pe teritoriul comunei datând din paleolitic. Astfel, în zona numită „valea bujorenilor” s-au descoperit așchii și o lamă de silex din paleoliticului superior iar în zona confluenței pârâului Simila cu râul Bârlad au fost descoperite fragmente din ceramică și unelte, specifice epocii neolitice. De asemenea, la nord de centrul comunei (pe valea Bârladului) s-au găsit urme de locuire din epoca bronzului, fierului și din secolul al IV-lea.

## Economie
Economia locală se bazează în principal pe agricultură și industria lemnului. Comuna nu este zonă turistică și nu are capacități de primire turiști.
Cea mai importantă societate locală se ocupă cu comercializarea lemnului. Aceasta deține o suprafață 2200 m2 și lucrează cu un număr de 5 angajați.
În comună se mai găsesc 3 mori de porumb și o presă de ulei.
Ceilalți agenți economici desfășoară activități agricole și comerciale. Comuna deține  34 de tractoare, 34 pluguri de arat, 27 semănători, 30 discuri și 6 combine. Suprafața agricolă este de 9776 ha, din care 6734 ha sunt arabile, 2322 sunt pășuni, 85 ha fânețe, 228 vii, 14 livezi și 2659 ha de păduri, aflate în administrația Ocolului Silvic Bârlad, Primăriei Zorleni și IELIF Vaslui.

## Educație și religie
În comună există două corpuri de liceu (cu o suprafață de 4336 m2), două corpuri școală generală cu clasele I-IV (422 m2), trei corpuri școală generală cu clasele I-VIII (1524 m2) și șase corpuri grădiniță de copii (743 m2). În căminul cultural există o bibliotecă, care are un fond de carte de 10400 volume.
Cel mai important loc religios din Zorleni este Mănăstirea Bujoreni însă, pe lângă aceasta, mai există trei biserici: „Biserica Sf. Gheorghe”, „Biserica Sf. Mihail și Gavril” și „Biserica Sf. Constantin și Elena”.
În comuna Zorleni sunt două biserici neoprotestante: Biserica Adventistă de Ziua a Șaptea Zorleni și Biserica Penticostală Zorleni.

## Personalități
- Virgil Cazacu (n. 1927 - ?), demnitar comunist